# توم غراي
توم غراي (بالإنجليزية: Tom Gray)‏ هو موسيقي أمريكي، ولد في 1 فبراير 1941 في شيكاغو في الولايات المتحدة.

## وصلات خارجية
- توم غراي على موقع ميوزك برينز (الإنجليزية)
- توم غراي على موقع ديسكوغز (الإنجليزية)